# Vallarta Supermarkets
Vallarta Supermarkets ist eine amerikanische Supermarktkette mit Sitz in Sylmar (Kalifornien) und über 50 Standorten in Kalifornien Das Angebot mit vornehmlich mexikanischem Ethno-Food richtet sich vor allem an die Latino-Bevölkerung in Kalifornien. Die Kette ist hauptsächlich in Südkalifornien präsent, hat aber mit mehreren Standorten auch nach Nordkalifornien expandiert. Vallarta Supermarkets Inc. hat über 8.000 Mitarbeiter und einen Umsatz von 1 Mrd.  $.

## Geschichte
Vallarta Supermarkets wurde 1985 mit einem 1000 Quadratmeter großen Markt in Van Nuys von Enrique Gonzalez Sr. gegründet. Er konzentrierte sich auf den Verkauf von traditionellen Fleischsorten, die in seinem Heimatland Mexiko beliebt waren. Schon bald erweiterte er das Geschäft um einen zweiten Standort und holte seine vier Brüder ins Geschäft. Im Jahr 2021 eröffnete der 52. Standort in Kalifornien.